# Gobir

África Occidental hacia 1625.

Gobir fue una ciudad-estado situada en lo que hoy es Nigeria. Fue fundada por los hausas en el siglo XI, siendo uno de los primitivos siete Estados hausa, etnia a la que perteneció durante setecientos años. Las funciones de capitalidad estaban situadas en un núcleo denominado Alkalawa. En 1810 la capitalidad fue trasladada a Tshibiri, en lo que hoy es Níger. Entre 1858 y 1905 el Estado se partió en dos dinastías, una centralizada en Tshibiri y otra en Sabon Birni (actual Nigeria). En 1900 el territorio perteneciente a Gobir fue dividido entre los imperios británico y francés durante la colonización de África en el siglo XIX.